# Nattens drottning (växt)
Nattens drottning (Selenicereus grandiflorus) är en suckulent växt inom släktet Selenicereus och familjen kaktusar som ursprungligen kommer från Västindien och Centralamerika. Arten är mycket ovanlig i odling och det som odlas under detta namn är oftast nattens prinsessa (S. pteranthus) eller någon hybrid.

## Beskrivning
Mycket varierande art. Stammarna är klängande eller hängande, ibland kryper växten på marken, de blir upp till 10 m långa och 1–3 cm i diameter. Ribbor vanligen 7-8, men kan vara färre eller fler. Taggarna är nålformade och vanligen 4–12 mm långa, ibland kortare. Areolerna har vit eller gulaktig ull. Taggarna faller av på äldre grenar och detta är art-typiskt. Blommorna är strikt nattliga och varje blomma är öppen bara en natt. De blir mellan 18 och 25 cm långa och 15–20 cm vida. Blompipen täcks av hår, taggar och små fjäll. De yttre hyllebladen är gula till brons- eller laxfärgade, de inre är rent vita. Doften liknas ofta vid vanilj eller apelsinblom, men sägs också likna doften hos pingstlilja. Frukten är rund, röd med taggar och hår, ätlig.

## Underarter
Fyra underarter kan urskiljas:
- subsp. donkelaari - Från Yucatán i Mexiko. Har tilltryckt håriga stammar.
- subsp. grandiflorus - över stora delar av utbredningsområdet. Stammarna har endast korta hår vid areolerna.
- subsp. hondurensis - från Centralamerika. Har spretigt håriga stammar.
- subsp. lautneri - Mexico. Areolerna sitter på vårtlikanande upphöjningar längs ribborna.

## Liknande arter
Arten är lik nattens prinsessa (S. pteranthus) men skiljs genom antalet ribbor och på taggarna. Nattens drottning har vanligen 7–8 ribbor, taggar som blir 4–12 mm långa och som ofta ramlar av på äldre stammar. Nattens prinsessa har 4–5 ribbor och korta (1–2 mm) långa taggar, som vanligen är svarta och uppsvällda vid basen. De sitter kvar även på äldre stammar. Blommorna är i det närmaste identiska och kan inte användas för att skilja arterna åt.
En annan, relativt vanlig art är Selenicereus coniflorus som liknar nattens prinsessa, men har långa, ofta 1,5 cm långa taggar.  Det förekommer troligen hybrider mellan arterna.
Det förekommer att även andra nattblommande kaktusarter kallas "nattens drottning". De vanligaste är stor bladkaktus (Epiphyllum oxypetalum) och röd pitahaya (Hylocereus undatus).
Nattens drottning används homeopatiskt och anses ibland vara ett afrodisiakum.

## Odling
Arten är relativt lättodlad men kräver mer värme än släktingen nattens prinsessa (S. pteranthus). Jorden skall vara humusrik och väldränerad. Under sommaren vattnas växten rikligt, medan den under vintern hålls helt torr. Temperaturen bör ligga på 12-15°C under vintern, gärna med temperaturskillnader mellan natt och dag. Dock inte under 8°C. Hålls den för varmt uteblir blomningen. Odlas i full sol eller lätt skugga. Blomningen stimuleras av sol och därför är det extra viktigt med ljus placering på våren. Att stammarna blir lätt rödaktiga i solen är inte skadligt utan vanligt även i naturen.

## Synonymer
För vetenskapliga synonymer, se Wikispecies.